# Towada Art Center
Le Towada Art Center (十和田市現代美術館, Towada-shi Gendai Bijutsukan) est un musée d'art situé à Towada, dans la préfecture d'Aomori, au Japon. 
Le musée a été ouvert en 2008 dans le cadre du projet Arts Towada, dans le but de revitaliser la ville,. Il présente des œuvres d'artistes aussi bien japonais qu'étrangers, dont Yoko Ono, Yoshitomo Nara et Jeong-Hwa Choi. Il conserve également la plus grande collection d'oreillers au monde avec plus de 100 000 oreillers. 